# Rue Iwan Gilkin
Pour les articles homonymes, voir Iwan et Gilkin.
La rue Iwan Gilkin (en néerlandais : Iwan Gilkinstraat) est une rue bruxelloise de la commune de Schaerbeek qui va de l'avenue Princesse Élisabeth à l'avenue Émile Zola.
La numérotation des habitations va de 1 à 23 pour le côté impair et de 10 à 34 pour le côté pair.
La rue porte le nom d'un écrivain et poète belge, Iwan Gilkin, né à Bruxelles le 7 janvier 1858 et décédé à Bruxelles le 29 septembre 1924.

## Adresse notable
- no 11 : Fullservices